# AAA 15th Anniversary All Time Best -thanx AAA lot-
『AAA 15th Anniversary All Time Best -thanx AAA lot-』（トリプルエー・フィフティーンス・アニヴァーサリー・オール・タイム・ベスト・サンクス・トリプルエー・ロット）は、AAAの5枚目のベスト・アルバム。2020年2月19日にavex traxから発売された。

## 概要
- AAAにとって4枚目のベストアルバム『AAA 10th ANNIVERSARY BEST』以来、5枚目のベストアルバムである。
- デビュー15周年を記念したオールタイム・ベストアルバムで、グループ初のビデオ・クリップ集『AAA 15th Anniversary All Time Music Clip Best -thanx AAA lot-』との同時発売[7][8]。なお、浦田直也脱退後の正式な5人体制としては初の作品である。
- それまでに発売されたシングル全57曲[注 1]を収録。初回生産限定盤、通常盤の計2形態で発売され、初回生産限定・豪華盤には、カップリング・アルバム曲から厳選された16曲を収録した特典ディスクが付属し、本人画像を用いたピクチャーレベル仕様。
- 2月10日に本作のリリースを記念した特設サイトが開設された。同サイトには本作およびミュージック・ビデオ集の紹介のほかに、ダイジェスト映像や秋よりスタートする6大ドームツアー「AAA DOME TOUR 15th ANNIVERSARY -thanx AAA lot-」の先行予約の応募方法などが記載されている[9]。
- 発売初週で11.5万枚の売上を記録し、3月2日付のオリコン週間アルバムランキングで、9thアルバム『GOLD SYMPHONY』より5作連続（Driving MIXを除くと、『Eighth Wonder』より6作連続）での首位を獲得（通算7作目）。同時に、11thアルバム『WAY OF GLORY』の初週売上（10.8万枚）を上回り、アルバム自己最高初週売上を記録[1][10]。同日に発表された3月2日付のBillboard Japan Hot Albumsチャートでも、発売初週で11万6412枚の売上を記録して首位を獲得[2]。

## 収録曲
楽曲の詳細については、各項目を参照。
『Apple Music』『LINE MUSIC』等のサブスクリプションでは曲名の最後に『(15thbest)』の表記がある。

### Disc 1
1. BLOOD on FIRE (4:31)
（作詞：ササキオサム / 作曲・編曲：渡辺未来 / ラップ詞：日高光啓）
1stシングル、デビュー・シングル。
2. Friday Party (3:59)
（作詞：m.c.A・T / 作曲：Akio Togashi）
2ndシングル。
3. きれいな空 (4:38)
（作詞・作曲：原広明 / 編曲：松原憲）
3rdシングル。
4. DRAGON FIRE (4:34)
（作詞・作曲・編曲：清水昭男）
4thシングル。
5. ハレルヤ (3:58)
（作詞：菜穂 / 作曲・編曲：h-wonder）
5thシングル。
6. Shalala キボウの歌 (4:10)
（作詞：石田衣良 / 作曲：成瀬英樹 / 編曲：今井了介）
6thシングル。
7. ハリケーン・リリ、ボストン・マリ (6:20)
（作詞・作曲：真島昌利 / 編曲：家原正樹）
7thシングル。表記は無いが、アルバム用オリジナルロングバージョンでの収録。
8. ソウルエッジボーイ (3:58)
（作詞：ササキオサム / 作曲：大西克己 / 編曲：柴崎浩）
8thシングルの1曲目。
9. Let it beat! (4:45)
（作詞：田辺智沙 / 作曲・編曲：渡辺未来）
9thシングル。
10. "Q" (4:16)
（作詞：m.c.A・T / 作曲・編曲：上野圭市）
10thシングル。
11. チューインガム (5:10)
（作詞・作曲：中村中）
11thシングル。
12. Samurai heart-侍魂- (4:03)
（作詞：ササキオサム / 作曲：Ikoman & Vrij(backed new jack) / 編曲：Ikoman / ラップ詞：ササキオサム・日高光啓）
12thシングル「Black&White」の1曲目。
13. Get チュー! (3:53)
（作詞：松井五郎 / 作曲：石田匠 / 編曲：小西貴雄）
13thシングルの1曲目。
14. 唇からロマンチカ (3:44)
（作詞：井上秋緒 / 作曲：BULGE / 編曲：池田雅明）
14thシングルの1曲目。

### Disc 2
1. SUNSHINE (3:58)
（作詞：Delicatessen / 作曲・編曲：Hyoutan）
15thシングルの1曲目。
2. Red Soul (3:51)
（作詞：森浩美 / 作曲：渡辺未来）
16thシングル。
3. MIRAGE (3:12)
（作詞：FLAT5th、Rico / 作曲：四月朔日義昭 / 編曲：鈴木Daichi秀行）
17thシングル。
4. BEYOND〜カラダノカナタ (4:52)
（作詞：keyossie and one / 作曲：宝満玲央、高梨竜也(ASPHALT FRUSTRATION)）
18thシングル。
5. MUSIC!!! (5:03)
（作詞：Shigeko Ogula / 作曲：蔦谷好位置 / ラップ詞：日高光啓・Koichi Tsutaya）
19thシングルの1曲目。
6. 旅ダチノウタ (5:08)
（作詞：leonn / 作曲：コモリタミノル / ラップ詞：日高光啓）
20thシングル。
7. Break Down (4:49)
（作詞：leonn / 作曲：藤末樹 / 編曲：ArmiSlick / ラップ詞：日高光啓）
21stシングルの1曲目。
8. Hide-away (4:18)
（作詞：松井五郎 / 作曲：五十嵐充 / 編曲：tasuku / ラップ詞：日高光啓）
22ndシングル。
9. Heart and Soul (4:24)
（作詞：leonn / 作曲：齋藤真也 / ラップ詞：日高光啓）
23rdシングル。
10. 逢いたい理由 (4:36)
（作詞：Kyasu Morizuki / 作曲：小室哲哉 / 編曲：齋藤真也 / ラップ詞：日高光啓）
24thシングルの2曲目。
11. 負けない心 (4:23)
（作詞：Kenn Kato / 作曲：小室哲哉 / 編曲：ats- / ラップ詞：日高光啓）
25thシングル。
12. PARADISE (5:01)
（作詞：kenko-p / 作曲：小室哲哉 / 編曲：齋藤真也 / ラップ詞：日高光啓）
26thシングルの1曲目。
13. ダイジナコト (5:27)
（作詞・作曲：小室哲哉 / 編曲：ats- / ラップ詞：日高光啓）
27thシングル。
14. No cry No more (5:03)
（作詞・作曲：小室哲哉 / 編曲：小室哲哉 & 久保こーじ / ラップ詞：日高光啓）
28thシングル。

### Disc 3
1. CALL (4:20)
（作詞：Kenn Kato / 作曲：宅見将典 / 編曲：ats- / ラップ詞：日高光啓）
29thシングルの1曲目。
2. Charge & Go! (6:25)
（作詞：Kenn Kato / 作曲：小室哲哉 / 編曲：ArmySlick / ラップ詞：日高光啓）
30thシングルの1曲目。
3. SAILING (4:30)
（作詞・作曲：小室哲哉 / 編曲：ArmySlick / ラップ詞：日高光啓）
31stシングル。
4. Still Love You (5:23)
（作詞：KAJI KATSURA / 作曲：SHIROSE from WHITE JAM, her0ism, DJ first from WHITE JAM BEATZ / 編曲：ats- / ラップ詞：日高光啓）
32ndシングル。
5. 777 〜We can sing a song!〜 (5:01)
（作詞：leonn / 作曲：Hirofumi Hibino / 編曲：BLUE☆BiRDS / ブラスセクションアレンジ：YOKAN / ラップ詞：日高光啓）
33rdシングル。
6. 虹 (4:58)
（作詞・作曲：GReeeeN / 編曲：清水武仁 & ats-）
34thシングル。
7. Miss you (4:52)
（作詞：MUSOH / 作曲：SiZK from ★STAR GUiTAR, MUSOH / ラップ詞：日高光啓）
35thシングルの1曲目。
8. PARTY IT UP (3:55)
（作詞：MUSOH  / 作曲：GWEN, Stephen McNair / ラップ詞：日高光啓）
36thシングル。
9. Love Is In The Air (4:34)
（作詞：MUSOH  / 作曲：★STAR GUiTAR, MUSOH / ラップ詞：日高光啓）
37thシングル。
10. 恋音と雨空 (5:19)
（作詞・作曲：岡村洋佑 / ラップ詞：日高光啓）
38thシングル。
11. Love (5:34)
（作詞・作曲：多胡邦夫 / ラップ詞：日高光啓）
39thシングル。
12. SHOW TIME (4:20)
（作詞：Yusuke Toriumi / 作曲：Big Boom / 編曲：ats- / ラップ詞：日高光啓）
40thシングル。アルバム初収録。
13. Wake up! (3:46)
（作詞：leonn / 作曲・編曲：日比野裕史 / ラップ詞：日高光啓）
41stシングル。
14. さよならの前に (5:21)
（作詞：森月キャス / 作曲：丸山真由子 / 編曲：清水武仁 / ラップ詞：日高光啓）
42ndシングル。

### Disc 4
1. I'll be there (3:30)
（作詞：Mio Aoyama / 作曲：M.I, Shun Kusakawa, Kohei Yokono / 編曲:ats- / ラップ詞：日高光啓）
43rdシングル。
2. Lil' Infinity (5:29)
（作詞：小松レナ / 作曲：渡辺徹 / 編曲：ArmySlick / ラップ詞：日高光啓）
44thシングル。
3. ぼくの憂鬱と不機嫌な彼女 (5:23)
（作詞：Kenn Kato / 作曲：丸山真由子 / ラップ詞：日高光啓）
45thシングル。
4. GAME OVER? (3:42)
（作詞：leonn / 作曲：Tomoya Kinoshita / ラップ詞：日高光啓）
46thシングル。
5. アシタノヒカリ (3:45)
（作詞：溝口貴紀 / 作曲：丸山真由子 / 編曲：ats- / ラップ詞：日高光啓）
47thシングル。
6. Flavor of kiss (4:30)
（作詞：溝口貴紀、日高光啓 / 作曲：SiZK・Stephen McNair / ラップ詞：日高光啓）
48thシングル。
7. LOVER (4:52)
（作詞：Miss-art、日高光啓 / 作曲：Miss-art、APAZZI / 編曲：ats- / ラップ詞：日高光啓）
49thシングル。
8. 愛してるのに、愛せない (5:02)
（作詞：KAJI KATSURA / 作曲：ArmySlick、Jam9 / 編曲：ats- / ラップ詞：日高光啓）
50thシングル。
9. NEW (4:07)
（作詞：溝口貴紀 / 作曲：佐藤あつし / 編曲：ats- / ラップ詞：日高光啓）
51stシングル。
10. 涙のない世界 (5:13)
（作詞：森月キャス / 作曲：日比野裕史 / 編曲：ats-、清水武仁、渡辺徹 / ラップ詞：日高光啓）
52ndシングル。
11. MAGIC (3:51)
（作詞：Mio Aoyama / 作曲：ArmySlick、Lauren Kaori / 編曲：ArmySlick / ラップ詞：日高光啓）
53rdシングル。
12. No Way Back (3:44)
（作詞：Mio Aoyama / 作曲・編曲：大西克巳 / ラップ詞：日高光啓）
54thシングル。
13. LIFE (5:18)
（作詞：小松レナ、森月キャス、leonn / 作曲：岩田秀聡、永野大輔 / 編曲：大西克巳、ats-）
55thシングル。
14. 笑顔のループ (4:17)
（作詞：Kenn Kato / 作曲：大西克巳 / 編曲：清水武仁）
56thシングル。アルバム初収録。
15. BAD LOVE (3:15)
（作詞：溝口貴紀 / 作曲：David Anthony Eames, Debbie Blackwell / ラップ詞：日高光啓）
57thシングル。アルバム初収録。

### Disc 5（初回生産限定・豪華盤のみ）
1. 出逢いのチカラ (5:01)
（作詞：Kenn Kato / 作曲・編曲：face 2 fAKE）
1stアルバム『ATTACK』収録曲。
2. Winter lander!! (4:15)
（作詞：jam / 作曲：渡辺未来 / 編曲：h-wonder）
12thシングルの2曲目。
3. One Night Animal (4:39)
（作詞：leonn / 作曲：山田知広 / ラップ詞：日高光啓）
18thシングルのカップリング曲。
4. HORIZON (3:58)
（作詞：カミカオル / 作曲：カミカオル、Tomokazu Matsuzawa / ラップ詞：日高光啓）
4thアルバム『depArture』収録曲。
5. Jamboree!! (5:17)
（作詞：leonn / 作曲・編曲：日比野裕史）
4thアルバム『depArture』収録曲。
6. Believe own way (5:12)
（作詞：H.U.B. / 作曲：鈴木大輔 / 編曲：熊谷主毅）
5thアルバム『HEARTFUL』収録曲。
7. I4U (4:44)
（作詞：Yusuke Toriumi / 作曲：Jam9, ArmySlick / 編曲：ArmySlick / ラップ詞：日高光啓）
29thシングルの2曲目。
8. Perfect (3:44)
（作詞：SHIROSE from SHIROSE JUKU, NOA from SHIROSE JUKU / 作曲：SHIROSE from SHIROSE JUKU, Shimada from SHIROSE JUKU, KEN MATSUOKA from SHIROSE JUKU / 編曲：IkutaMachine / ラップ詞：日高光啓）
7thアルバム『777 〜TRIPLE SEVEN〜』収録曲。
9. Sorry, I... (3:41)
（作詞：KAJI KATSURA / 作曲：Cube Juice / 編曲：Remo-con / ラップ詞：日高光啓）
7thアルバム『777 〜TRIPLE SEVEN〜』収録曲。
10. Eighth Wonder (6:02)
（作詞：Kenn Kato / 作曲：鈴木大輔 / ラップ詞：日高光啓）
37thシングルのカップリング曲。表記はないが、本作に収録されているのは8thアルバム『Eighth Wonder』収録のアルバムバージョン。
11. 風に薫る夏の記憶 (5:07)
（作詞：森月キャス / 作曲：大西克巳 / 編曲：清水武仁 / ラップ詞：日高光啓）
41stシングルのカップリング曲。
12. STORY (5:54)
（作詞：溝口貴紀 / 作曲：丸山真由子 / ラップ詞：日高光啓）
ベスト・10thアルバム『AAA 10th ANNIVERSARY BEST』収録曲。
13. Yell (4:47)
（作詞：鳥海雄介 / 作曲：渡辺徹 / 編曲：ArmySlick / ラップ詞：日高光啓）
52ndシングルのカップリング曲。
14. Calling (4:42)
（作詞：小松レナ / 作曲：丸山真由子 / 編曲：清水武仁 / ラップ詞：日高光啓）
11thアルバム『WAY OF GLORY』収録曲。
15. DEJAVU (5:03)
（作詞：溝口貴紀 / 作曲：Dominique Rodriguez、Richard Garcia P.K.A ButtonPushers、Anne Judith Stokke Wik、Ronny Vidar Svendsen、Nermin Harambasic、Justin Philip Stein / ラップ詞：日高光啓）
12thアルバム『COLOR A LIFE』収録曲。
16. Tomorrow (4:48)
（作詞：Kenn Kato / 作曲：Katrine "Neya" Klith、Ben Legit、Sebastian Owens / ラップ詞：日高光啓）
12thアルバム『COLOR A LIFE』収録曲。